# Anchignathodontidae
Famille
Les Anchignathodontidae forment une famille fossile de conodontes de l'ordre des Ozarkodinida, ou conodontes complexes. 

## Classification
La famille des Anchignathodontidae est décrite en 1972 par le paléontologue américain David L. Clark (paléontologue) (1931-),.

### Fossiles
Selon Paleobiology Database en 2024, le nombre de collections de fossiles référencées est de 212.
Ces collections sont Ivorian du Carbonifère inférieur au Carnien du Trias supérieur, c'est-à-dire datées de 353,8 à 228 Ma avant notre ère.

## Genres
Selon Paleobiology Database en 2024, le nombre de genre inclus est de huit :
- †Aethotaxis
- † Diplognathodus
- † Hindeodus Rexroad and Furnish, 1964 avec un synonyme Anchignathodus Sweet 1970
- †Iranognathus
- †Isarcicella
- †Neostreptognathodus
- † Pseudohindeodus Gullo and Kozur, 1992
- †Rabeignathus

## Phylogénie
Les Anchignathodontidae font partie du groupe des Polygnathacea  au sein des conodontes ozarkodinides où ils sont le taxon frère des Palmatolepidae.

### Publication originale
- (en) Clark D.L., 1972. Early Permian crisis and its bearing on Permo-Triassic conodont taxonomy. Geologica et Palaeontologica.